# Christian Gottlob August Bergt
Christian Gottlob August Bergt (* 17. Juni 1771 in Oederan bei Freiberg; † 10. Februar 1837 in Budissin, heute Bautzen) war ein deutscher Organist und Komponist.

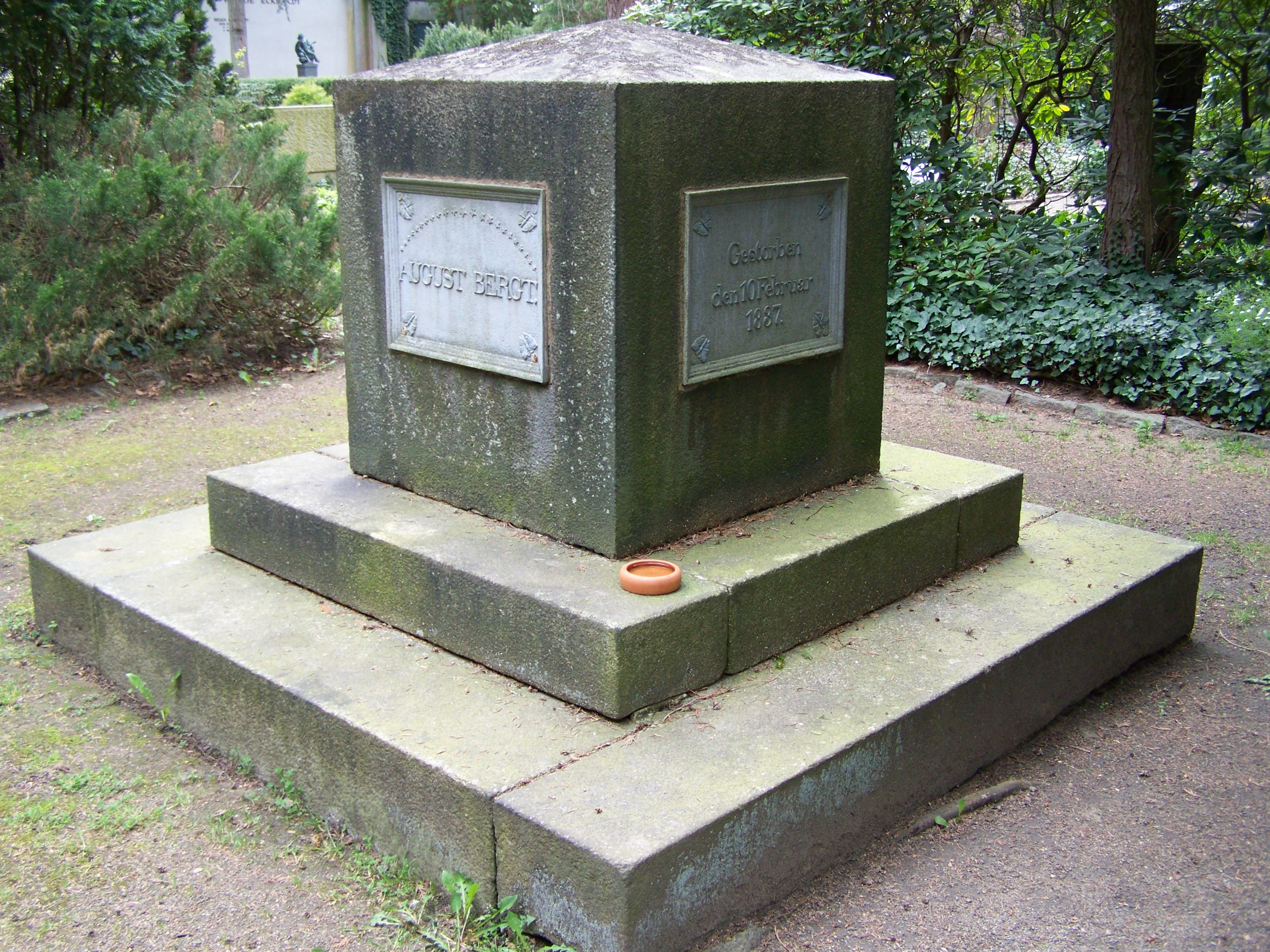
Die Grabstätte von August Bergt auf dem Taucherfriedhof von Bautzen

## Leben
Bergt wurde als Sohn des Stadtmusikus in Oederan geboren. 1784 kam er auf die Kreuzschule nach Dresden. Ab 1791 studierte er Evangelische Theologie an der Universität Leipzig. Nach seinem 1794 bestandenen Examen wurde er zunächst Hauslehrer für die Kinder des Superintendenten an der Thomaskirche in Leipzig. Gleichzeitig studierte er Musik und wurde 1802 als Organist an den Dom St. Petri in Bautzen berufen und bald darauf zusätzlich zum Musiklehrer am dortigen Lehrerseminar. Diese Stellen hatte er bis zu seinem Tode inne. August Bergts Grab befindet sich auf dem Taucherfriedhof in Bautzen.

## Werk
Bergts umfangreiches Werk, das nur zum Teil im Druck erschienen ist, umfasst sowohl weltliche wie geistliche Musik, wobei die letztere die größere Nachwirkung hatte und teilweise bis heute aufgeführt wird. Aufgrund des Charakters des Bautzener Doms als Simultankirche schuf Bergt Werke sowohl der evangelischen als auch der katholischen Kirchenmusik.

### Opern/Operetten
- Das Ständchen
- Der Geburtstag des Dichters
- Laura und Fernando
- List gegen List
- Rübezahl
- Erwin und Elmire
- Das Mitgefühl
- Die Wundercur

### Geistliche Werke
- Passionsoratorium
- Oratorium Pauli Bekehrung
- Kantaten
- Osterhymnus Christus ist auferstanden
- Vater unser
- Tedeum
- Choral-Melodien zum Dresdener Gesangbuch
- Requiem
- Messe D-Dur für dreistimmigen Chor SAB, zwei Violinen und Orgel
- Preiset Gott mit lautem Schalle

### Instrumentalmusik
- Symphonien, Sonaten, Concerte, Orgelstücke, Tänze, Variationen
- acht Hefte Terzette mit Clavier
- Unterhaltungen für Orgelspieler (15 Variationen für Orgel), Sonat-Verlag, Kleinmachnow 1998/2012.

### Schriften
- Etwas zum Choral und dessen Zubehör. 1832
- Briefwechsel eines alten und jungen Schulmeisters über allerhand Musikalisches, mit Lebensbeschreibung. Herausgegeben von Hering, 1838 (posthum)